# Helmtauchgerät

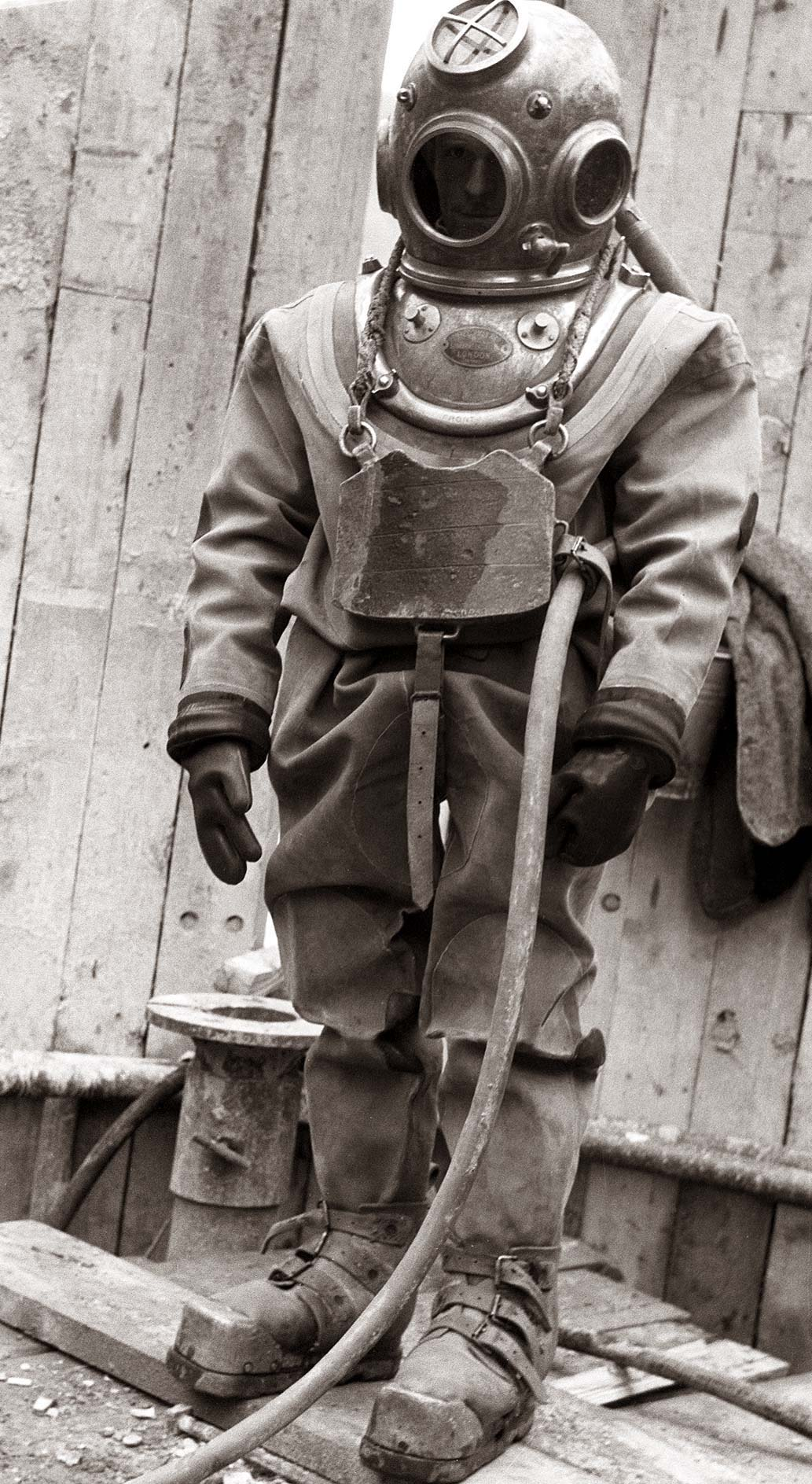
Taucher in Helmtauchgerät (1958)

Ein Helmtauchgerät ist ein Taucherhelm aus Metall oder Kunststoff mit einer Luftzufuhr und -abfuhr, der mit einem Tauchanzug verbunden ist. Helmtauchgeräte waren die ersten Taucheranzüge und dienten in erster Linie dem Berufstaucher.

## Geschichte

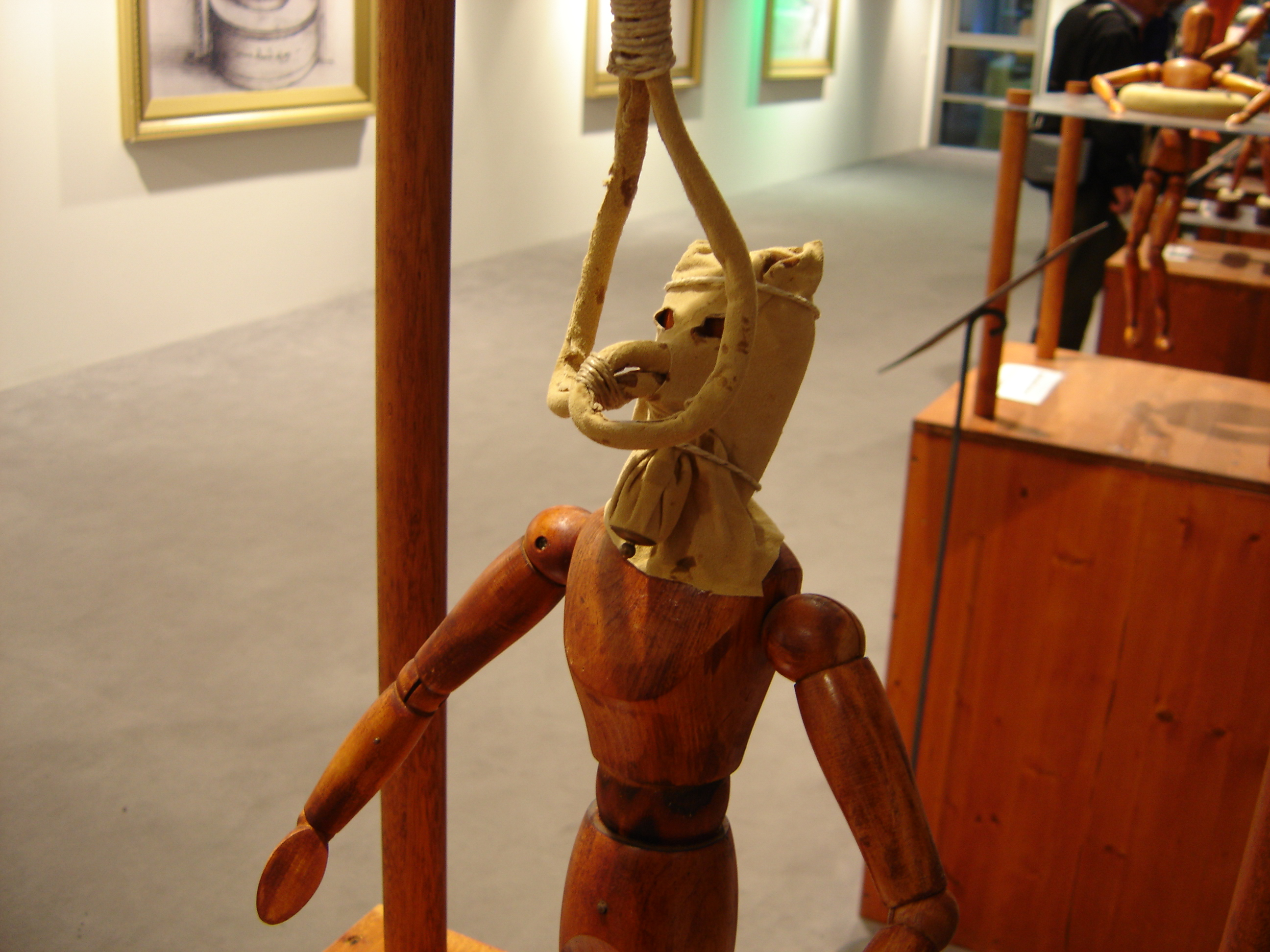
Nachbau eines Taucherhelms basierend auf Zeichnungen von Leonardo da Vinci

Marianus Jacobus beschreibt erstmals um 1438, noch vor Leonardo da Vinci um 1500, einen Taucheranzug mit Helm. Nach der Taucherglocke entwickelte 1715 der Engländer John Lethbridge eine Tauchtonne, der er den Namen diving engine gab. Dabei handelte es sich um ein ca. 2 m langes Holzfass, in welches der Taucher sich hineinlegte und seine Arme durch zwei Öffnungen mit Ledermanschetten an der Unterseite stecken konnte, die wasserdicht abgebunden wurden. Sodann wurde ein Deckel an der Kopfseite aufgeschraubt. Vor dem Gesicht des Tauchers befand sich ein Sichtfenster. An der Wasseroberfläche erfolgte die Luftversorgung durch einen Blasebalg durch zwei Öffnungen, die unmittelbar vor dem Absenken mit Stopfen verschlossen wurden. Dadurch waren bereits längere Arbeiten in Tiefen bis ca. 20 m möglich. Wie Arbeiten mit einem Nachbau zeigten war die Tätigkeit für den Taucher durch den fehlenden Druckausgleich sehr schmerzhaft.
Bereits 1797 stellte Karl Heinrich Klingert aus Breslau einen frühen Helmtauchapparat vor. Der Taucher trug einen kurzärmeligen Lederanzug; ein breiter metallener Ring sollte vor einem Wasserdruck bis in 6 m Tiefe schützen. Weitere Ringe dichteten den Anzug an Armen und Beinen ab. Der Helm hatte einen verhältnismäßig hohen Durchmesser und zwei kleine Sichtscheiben vor den Augen des Tauchers. Klingert bewies die prinzipielle Funktionsfähigkeit des Apparats durch Sägen eines Baumstammes in der Oder.
Im Juli 1800 führt der Kapitän Peter Kreeft aus Barth (Vorpommern) ein Helmtauchgerät (Tauch-Maschine) vor, dessen Helm aus Eisenstangen gebogen war, mit Leder überzogen wurde und mit einer großen Sichtscheibe versehen war. Die Luft wurde mit einem Schlauch herabgepumpt und entwich nach unten durch einen aus Segeltuch gefertigten Umhang. Ca. 200 Jahre später zeigte ein Nachbau die Funktionsfähigkeit des Geräts.
1819 baute der deutschstämmige Brite Augustus Siebe einen oberflächenversorgten Taucherhelm. Dieser war an der Unterseite offen, überschüssige Luft entwich unten. Der Anzug konnte bei falscher Körperhaltung oder Unterbrechung der Luftversorgung voll Wasser laufen. Der praktisch einsetzbare Anzug fand erste Nutzer, die einfache Form des Taucherhelms findet sich bis heute.
1838 entwickelt Siebe seinen Taucherhelm weiter, indem er ihn mit einem Anzug verband. Damit waren bereits die wesentlichen Merkmale der bis heute im Einsatz befindlichen Helmtauchgeräte entwickelt. Die von Siebe entwickelte Tauchausrüstung wurde von der Firma Siebe Gorman in großen Stückzahlen kommerziell gefertigt und jahrzehntelang als Standardtauchgerät zu gewerblichen und militärischen Zwecken eingesetzt (Standard Diving Dress). Sie wurde weltweit von verschiedenen Firmen produziert und befindet sich bis heute im Gebrauch.
1912 bringt das Drägerwerk in Lübeck das erste Helmtauchgerät mit Sauerstoff-Kreislaufgerät heraus.

## Offener und geschlossener Helm, Leichthelm

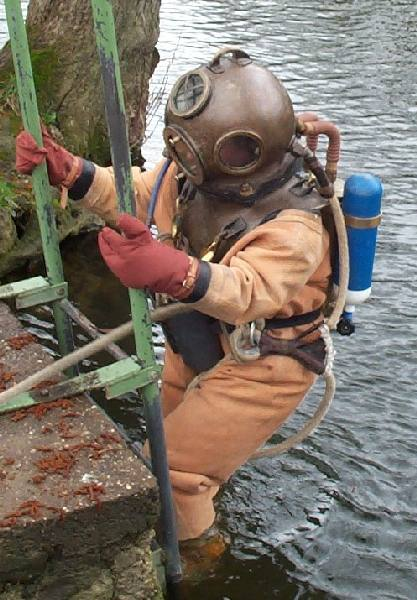
Helmtaucher mit Dräger DM 40 Kreislauftauchgerät

Das „klassische“ Helmtauchgerät entwickelt durch August Siebe, auch als Schweres Helmtauchgerät (STG) bezeichnet, war und ist teilweise bis heute das Standardgerät für Berufstaucher. Wegen der eingeschränkten Möglichkeiten (Beweglichkeit etc.) wird es aber zwischenzeitlich immer mehr durch leichtere Helmtauchgeräte abgelöst, die es dem Taucher ermöglichen, sich unter Wasser auch schwimmend zu bewegen, und die schneller an- und abzulegen sind.
- Beim offenen Helm entweicht die Luft nach unten über Schulterstück oder Anzugweste ins Wasser. Eine Trennung von Helm und Schulterstück ist nicht vorgesehen. Ursprüngliche Bauform des Helmtauchgeräts, bis heute für einfache Arbeiten, als Selbstbaugerät und im flachen Wasser in Verwendung. Der Helm selbst ist meist zylindrisch oder kastenförmig aus Metall, die große quadratische Sichtscheibe mit einem Gitter geschützt. Bückt sich der Taucher oder unterbleibt die Luftversorgung, läuft der Helm voller Wasser. Ein Ausstieg ist nach Trennung des Gurtes bzw. der Gewichte möglich.
- Das traditionelle, geschlossene Helm-Gerät besteht aus dem mit dem Helm wasserdicht verbundenen Anzug, einem (meist) metallenen Kugelhelm, dem Schulterstück, Gewichten für Brust und Schulter, Bleischuhen sowie der Luftversorgung per Oberflächenverbindung. Die Frontscheibe kann an der Oberfläche geöffnet werden. Man unterscheidet folgende Modelle:
  - 3-Bolzen-Helm: Die Halsöffnung wird für den Einstieg von den Tauchhelfern gedehnt. Beim Tauchgang ist die Öffnung zwischen Helm und Schulterstück mit den drei Schrauben festgeklemmt, Probleme mit der Dichtheit existieren praktisch nicht. Die in Europa und anderswo übliche Bauform, bis heute etwa in Russland verbreitet.
  - 7-Bolzen-Helm (5-Bolzen etc.): Die Halsöffnung ist für den Einstieg breit genug ausgelegt und wird beim Tauchgang an den Rändern des Schulterstücks mit einer (oder mehreren) Klemmstücken festgeschraubt. Der Helm ist am Schulterstück aufgeschraubt oder mit Bajonettverschluss befestigt.
- Beim moderneren Leichthelm handelt es sich um die Weiterentwicklung des geschlossenen Systems. Der Kunststoffhelm ist mit einer Innenmaske versehen, ein Halsring mit Neoprenmembran dichtet am Hals ab und schließt zum Helm mittels Bajonettverschluss. Die Atmung erfolgt in der Regel mittels Atemregler, der Kopf ist durch eine gepolsterte Haube geschützt, eine Vorrichtung ermöglicht den Druckausgleich über die Nase. Das Sichtfeld ist oft besser, der Atemgasverbrauch geringer, zusätzliche Bleigewichte am Helm helfen bei der Balance des Helms. Der Helm kann mit Trockentauchanzügen, Heißwasseranzügen oder auch Nasstauchanzügen getragen werden, Schwimmflossen ermöglichen eine größere Beweglichkeit gegenüber den frühen Bleischuhen.

## Die traditionelle Helmtaucherausrüstung

### Der Taucheranzug
Der Anzug des Helmtauchers ist als wasserdichter Trockenanzug ausgeführt. In der Regel ist er aus festem Gewebe mit Gummibeschichtung gefertigt. Er besitzt drei Öffnungen, je eine für den Kopf und beide Hände. Der Einstieg erfolgt über die Halsöffnung. Da der Anzug den Taucher zwar trocken hält, dabei aber keine Wärmeisolation bietet, ist es erforderlich, als Kälteschutz einen Unterzieher zu tragen. Die dem Seewasser ausgesetzten Hände sind mit Fett oder, moderner, Handschuhen geschützt.

### Der eigentliche Taucherhelm

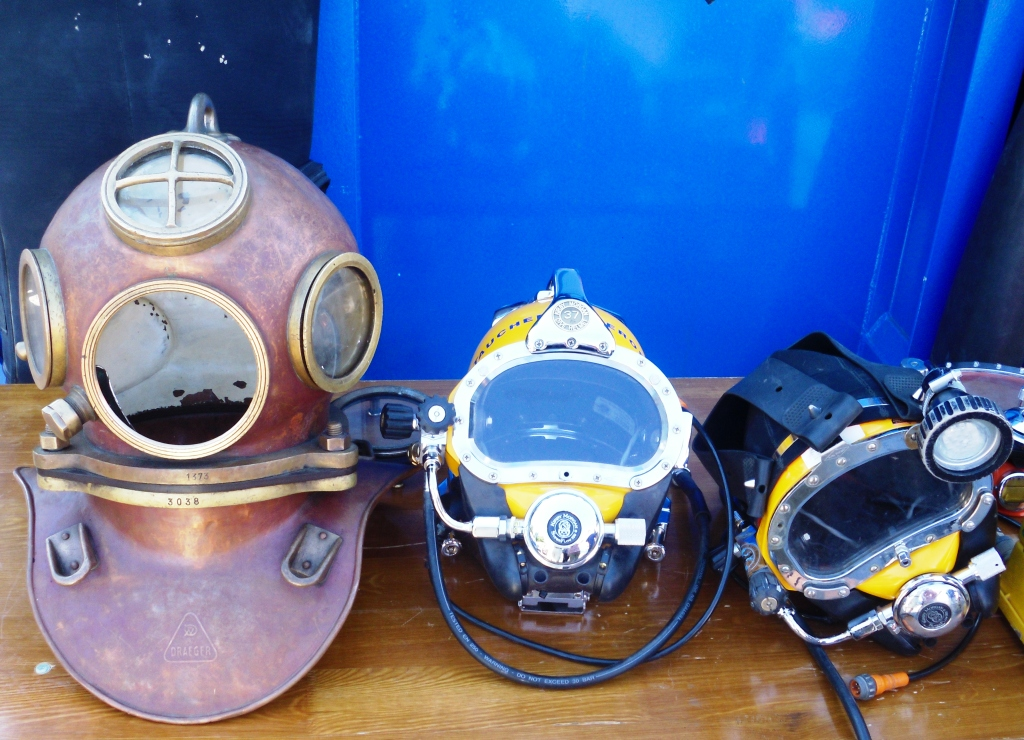
Verschiedene Taucherhelme

Der Taucherhelm besteht in der Regel aus Kupfer oder Messing. Er wird auf einem Halsstück (ebenfalls aus Kupfer oder Messing) verschraubt, welches dem Taucher nach Einstieg in den wasserdichten Anzug auf die Schultern gelegt wird. In dem Helm befinden sich 3 bis 4 Fenster, die Sicht nach vorn, links, rechts und, sofern vorhanden, nach oben erlauben. Das vordere Fenster wird erst direkt vor dem Abtauchen eingeschraubt. Spätere Exemplare (z. B. Dräger DM 220) haben eine größere klappbare Sichtscheibe vorn, welche die Seitenfenster überflüssig macht. Auch besteht der Helm nicht mehr aus Metall, sondern aus glasfaserverstärktem Kunststoff.
Im oder am Helm ist ein Ablassventil integriert, das vom Taucher in kurzen Abständen per Hand, mit dem Kinn oder dem Schädel betätigt wird. Ein automatisches Ventil ist oft zusätzlich vorhanden. Das Ablassen der verbrauchten oder überzähligen Luft ermöglicht es dem Taucher, die Luftmenge im Anzug zu regulieren und somit den Auftrieb zu steuern.
Die Frischluftführung im Inneren des Taucherhelms ist häufig so gestaltet, dass ein Beschlagen der Sichtscheiben durch die vom Taucher ausgeatmete Feuchtigkeit vermieden wird. Ein Rückschlagventil verhindert bei Versorgungsproblemen das Aussaugen des Anzugs über die Nabelschnur.

### Die Gewichte
Da der Anzug Unterwasserarbeiten in allen Körperstellungen ermöglichen soll, müssen die Gewichte gleichmäßig verteilt werden. Neben dem Helm nebst Halsstück sorgen hierfür Metallschuhe (Stahl oder Messing, z.Teil zusätzlich Blei), Brust- und Rückengewicht. Hinzu kommen, zusätzlich oder ersatzweise, Sitzgewicht (Dräger), Blei- bzw. Gewichtsgürtel und vor allem kompensierende Gewichte an Helm und Atemgerät.
Das zur Befestigung der Gewichte verwendete Riemengeschirr hat zudem die Aufgabe, den Tauchanzug an den Körper des Tauchers zu drücken und ein unkontrolliertes, übermäßiges Aufblasen zu verhindern. Insgesamt wiegt die Ausrüstung zwischen 80 und 100 kg, was unter Wasser teilweise durch den Auftrieb der im Anzug enthaltenen Luft kompensiert wird. Der klassische Helmtaucher kann durch die gleichmäßige Gewichtsverteilung stehend, sitzend oder liegend arbeiten. Auf eine schwimmende Fortbewegung ist das Gerät nicht eingerichtet; der Taucher geht über den Grund.

### Die Luftversorgung

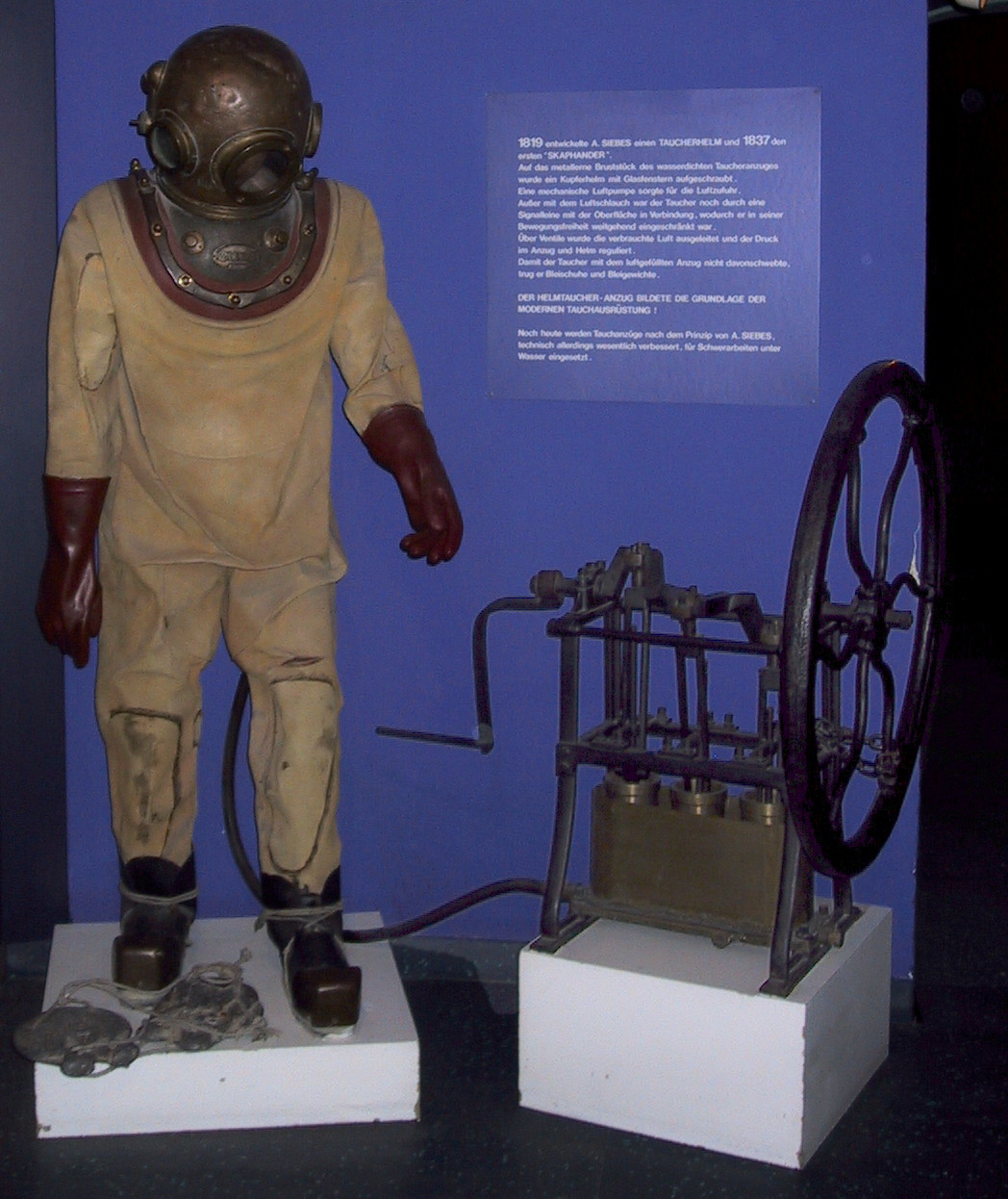
Helmtaucher

Diese erfolgt entweder von der Oberfläche durch einen Schlauch oder durch ein autarkes Atemgerät.
Das schlauchversorgte Gerät ist an der Oberfläche mit einer Pumpe verbunden, die den Taucher kontinuierlich mit Luft versorgt. Je nach Ausrüstung wird auch die Telefonverbindung und die Anzugheizung (Heißwasser) durch die Schlauchverbindung sichergestellt. Eine Sicherungs- und Signalleine sowie ein Abstiegsseil ergänzen die Ausrüstung.
Im Falle einer Störung kann der Taucher je nach Ausrüstung aus einem zusätzlichen Reservetank, der sich im Brustgewicht befindet, kurzfristig atmen. Teils wird auch eine Rückenflasche analog dem Pressluftatemgerät getragen. Der Notvorrat soll einen Notaufstieg oder eine Rückkehr zur Taucherglocke ermöglichen. Bei früheren Tieftauchgängen mit Atemgemischen wurde der Gasverbrauch durch ein direkt am Helm montiertes Atemkalkgefäß weiter minimiert.
Beim unabhängigen Kreislauftauchgerät verfügt der Taucher über einen Vorrat an Atemgas, welcher jedoch nicht mit jedem Atemzug in das umgebende Wasser abgegeben wird, sondern durch einen Vorrat an Atemkalk vom Kohlendioxid der Ausatemluft gereinigt wird. Bei Bedarf kann aus einer zusätzlich mitgeführten Flasche weiterer Sauerstoff bzw. weiteres Atemgasgemisch zugeführt werden. Dadurch ist es dem Taucher möglich, mehrere Stunden unter Wasser Arbeiten durchzuführen. Der Einsatz eines solchen Sauerstoffkreislaufgerätes findet sich auch beim Froschmann oder bei den Kampfschwimmern.
Ein Beispiel für ein autonomes Kreislauftauchgerät für den Helmtaucher-Einsatz war das bereits im Jahr 1912 entwickelte DM 40 von Dräger. Beim DM 40 handelt es sich im Prinzip um ein normales, halbgeschlossenes Kreislaufgerät (SCR), mit dem Unterschied zum normalen SCR, dass die Atemgase nicht durch die Atemanstrengung des Tauchers durch den Geräte-Kreislauf geschoben wird, sondern durch den sogenannten Venturi-Effekt, der am Injektor durch das Einströmen des Sauerstoff/Luft-Gemisches (O2-Gehalt 60,5 % bei Verwendung von 50 % Luft und 50 % Sauerstoff) entsteht, und der dazu führt, dass ständig ein Luftstrom von 40 bis 100 l pro Minute (je nach Tiefe) aus dem Helm abgesaugt, durch den CO2-Absorber hindurch und vorbei an der Injektordüse, wieder zurück in den Helm geblasen wird. Um dafür zu sorgen, dass auch bei der Auslegungstiefe von 40 m der Volumenstrom durch den Helm noch groß genug ist (Minimum in 40 m Tiefe 40 l pro Minute) wird der Druck und damit auch der Volumenstrom des Sauerstoff/Luft-Gemisches umgebungsdruckabhängig von ca. 3,6 l/min auf ca. 5,4 l/min bei 40 m Tiefe angehoben (Volumenstrom immer auf Oberflächendruck berechnet).
Das DM 40 kann theoretisch für eine Tauchzeit von vier Stunden und eine Tauchtiefe von 40 m eingesetzt werden. Obwohl Dräger diese Tauchzeiten früher (zumindest bis ins Jahr 1949) als Empfehlung herausgegeben hat, empfahl Dräger jedoch in späteren Jahren eine maximale Tauchzeit von zwei Stunden, um genügend Reserven im Atemkalk zu haben. Außerdem führen die heute als gültig anerkannten Grenzwerte zu O2-Belastung bei etwas tieferen Tauchgängen automatisch dazu, dass man diese Extremzeiten heute nicht mehr ausnutzt. Auch die Tauchtiefe von 40 m genügt heutigen Sicherheitsanforderungen nicht mehr (zu hohe O2-Konzentration).
Als Notfallgerät bzw. als Verwendung regulärer Tauchtechnik findet sich auch das Pressluftatemgerät beim helmtauchenden Berufstaucher. Der relativ geringe Atemgasverbrauch in geringen Tiefen ermöglicht den Verzicht auf die Luftversorgung von der Oberfläche, der Taucher nähert sich im Verhalten einem Sporttaucher an.

### Die Oberflächenverbindung
Der Taucher ist durch eine Sicherheitsleine mit seinem Signalmann verbunden. Die Verständigung erfolgt über Zugsignale. Zudem besteht eine Fernsprechverbindung und natürlich die Luftversorgung.

## Helmtauchen heute

### Modernes Helmtauchen

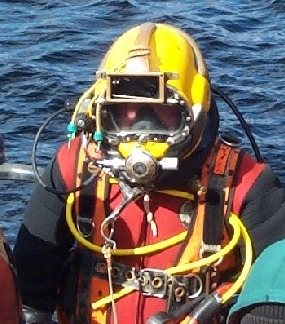
Moderner Helmtaucher mit Kirby Morgan Superlite 17B

Helmtauchen wird heute auch als oberflächenversorgtes Tauchen bezeichnet. Heutige Helmtauchgeräte ähneln mit Kragen statt Schulterstück und Leichthelm eher konventionellen Tauchanzügen, sind aber weiter für schwere Arbeiten unter Wasser gedacht und geeignet. Der moderne Helm hat oft eine Vorrichtung zum Druckausgleich über die Nase sowie eine Innenmaske, auch eine Funkverbindung ist möglich.
Moderne Taucherhelme lassen sich in zwei grundsätzliche Klassen unterteilen: Erstens die sogenannten Free-Flow-Helme, bei denen die Atemluft (oder das entsprechende Gasgemisch) konstant und gleichmäßig in den Helm einströmt (wie beim alten Kupferhelm) und der Taucher in der Regel den Kopf auch frei im Helm bewegen kann. Vertreter dieser Klasse sind zum Beispiel der Dräger DM220, der Aquadyne AH3 (bzw. dessen Vorgänger), der DESCO Air-Hat oder auch der DESCO Lightweight-Helmet, der vom Aussehen her noch sehr stark an die historischen Taucherhelme erinnert, allerdings nur halb so schwer ist.
Die zweite Kategorie stellt die sogenannten Demand-Helme dar. Bei ihnen ist der Helm in der Regel fest mit dem Kopf verbunden, Mund und Nase befinden sich in einer separaten Innenmaske. Die Luftversorgung geschieht über einen fest mit dem Helm verbundenen Atemregler, der praktisch der 2. Stufe bei den Sporttauchern entspricht. Die Funktionsweise ist also ähnlich wie bei Vollgesichtsmasken oder Bandmasks. Beispiele für solche Helme sind die Kirby Morgan Superlite Helme.
Eine Eigenschaft, die alle modernen Taucherhelme gemeinsam haben: Sie können fest mit einem Trockentauchanzug verbunden werden (wichtig für das Tauchen in kontaminiertem Wasser). Die meisten von ihnen (außer Dräger DM 200 / DM 220) können jedoch auch ohne Verbindung zum Taucheranzug getragen werden, da sie alle auch mit einer abdichtenden Halsmanschette geliefert werden.
Bei den Materialien für moderne Taucherhelme hat sich in den letzten Jahren kohlenstofffaserverstärkter Kunststoff durchgesetzt, wie es z. B. bei den bekanntesten Vertretern dieser Klasse, den Kirby Morgan Superlites Verwendung findet. Aber es gibt auch noch Helme aus Messing, etwa den Miller 400 und den DESCO Diving-Hat.

### Helmtauchen in klassischer Ausrüstung heute
Im professionellen Einsatz verliert das klassische Helmtauchgerät mit Kupferhelm an Bedeutung. Vereinigungen zur musealen Erhaltung historischer Tauchtechnik (z. B. Historical Diving Society) sammeln Tauchausrüstungen aus verschiedenen Epochen und halten sie teilweise in einsatzfähigem Zustand. Wegen des Erlebnischarakters des Tauchens mit dem Helmtauchgerät wird Interessierten und Sporttauchern diese Möglichkeit mancherorts auch von kommerziellen Tauchschulen angeboten. Das Fachgebiet Historisches Tauchen ist geboren.

## Gefahren/Probleme

### Blow-up
Der Taucher muss die Luftmenge im Anzug unter Kontrolle halten. Zu viel Luft im Anzug kann dazu führen, dass der Taucher ungewollt auftaucht. Mit abnehmender Tiefe dehnt sich die Luft im Anzug weiter aus, der Taucher erhält zusätzlichen Auftrieb und sein Aufstieg beschleunigt sich weiter. Der straff aufgeblasene Anzug nimmt dem Taucher jede Bewegungsmöglichkeit. Der schnelle unkontrollierte Aufstieg kann zum Auftreten der Taucherkrankheit führen. Dabei perlt der im Blut unter Druck gelöste Stickstoff aus und sammelt sich im Körper. Die Folge sind zeitweilige oder dauerhafte Schmerzen, z. B. in den Gelenken, Lähmungen oder schlimmstenfalls der Tod. Ein Tod durch Ertrinken drohte bei alten Anzügen ferner dadurch, dass der Anzug platzte, sobald der Taucher über eine bestimmte Tiefendistanz hinaus hochgetrieben wurde. Gefahrlos für die Haltbarkeit des Anzugs waren Blow-ups zur Oberfläche aus einer Tiefe von ca. 9 bis 14 Metern.

### Druckausgleich
Beim Abstieg macht sich bei jedem Taucher der steigende Wasserdruck schnell durch Druck im Ohr bemerkbar. Der Schwimmtaucher mit Maske kann dem begegnen, indem er in die zugehaltene Nase ausatmet. Der Helmtaucher kommt an seine Nase aber nicht heran. Abhilfe bringt hier Schlucken oder eine Nasenklemme. Letztere ist jedoch insoweit von Nachteil, als dass der Taucher nur noch durch den Mund atmen kann. Dieses kann insbesondere bei längerer schwerer Arbeit unangenehm sein.

### Hautquetschungen
Durch Falten im Anzug können schmerzhafte Quetschungen in der Haut auftreten. Auch das so genannte Blaukommen ist eine mögliche Verletzungsart beim Helmtauchen.

### Reißen des Schlauchs
Durch den Schlauch erhält der Taucher Luft, die dem Druck entspricht, der ihn im Wasser umgibt. Reißt der Schlauch, fällt der Druck im Anzug ab, sodass der Körper des Tauchers in den Helm als einzigem druckstabilen Hohlraum gepresst wird (sog. squeeze); der Taucher wird sozusagen „püriert“. Dagegen wird am Helm ein Rückschlagventil eingebaut, welches sich bei einem Druckabfall sofort schließt. Der Taucher ist zum sofortigen Auftauchen gezwungen, schwebt aber nicht in unmittelbarer Lebensgefahr. Beim schnellen Auftauchen bestehen zudem die Gefahren des Blow-up.

## Helmtaucher in Geschichte und Literatur
Große Bedeutung kam der Verwendung von Helmtauchgeräten seit dem 19. Jahrhundert bei den ägäischen Schwammtauchern sowie den Perlentauchern im Pazifik zu. Unzulängliche Technik und mangelnde tauchphysikalische bzw. tauchmedizinische Kenntnisse etwa betreffend Dekompression führten häufig zu schwersten Unfällen und zu einer erschreckend großen Zahl von Opfern. Eine zeitgemäße Behandlungsmethode war weiter das wörtlich zu nehmende „Auf-Eis-Legen“ des Betroffenen, auf abgelegenen Inseln kaum durchführbar. Die charakteristischen Lähmungen verunglückter Helmtaucher haben sogar Eingang in die Volkstänze der Bewohner griechischer Schwammfischer-Zentren wie Symi und Kalymnos gefunden.
1805 führte John Braithwaite mit Helmtauchgeräten eine Bergungsaktion am Wrack des im selben Jahr vor Weymouth gesunkenen Ostindienfahrers Earl of Abergavenny durch.
Einen größeren Einsatz erfuhr die gerade erfundene geschlossene Helmtauchausrüstung bei Bergearbeiten und der anschließenden Sprengung des 1782 gesunkenen britischen 100-Kanonen-Linienschiffes Royal George vor Spithead. Die Arbeit in rund 20 Metern Tiefe, von königlichen Pionieren 1839 begonnen, führte zur Entwicklung grundlegender Arbeitsmethoden unter Wasser. Das „Zwei-Mann-Prinzip“ („Buddy-System“) der heutigen Taucherei entstammt beispielsweise den damaligen Arbeiten. Die Bergungsarbeiten, an denen 32 Taucher unter Leitung von 5 Offizieren beteiligt waren, endeten nach 6 Jahren. Geborgen wurde unter anderem ein Admiralsschwert. Das Wrack wurde anschließend gesprengt, es lag in einer Schifffahrtsstraße.
In der Ostsee waren seit der 2. Hälfte des 19. Jahrhunderts bis in die 1960er Jahre in größerer Zahl Steinfischer im Einsatz, die mit Hilfe von Helmtauchgeräten Steine für den Bau von Molen und Hafenbefestigungen vom Ostseegrund bargen.
Einem breiten Publikum bekannt wurde insbesondere der Science-Fiction-Roman 20.000 Meilen unter dem Meer von Jules Verne, dessen Hauptfiguren in autonomen Helmtauchgeräten über den Meeresboden wandern. Für seine Zeit weniger utopisch ist eine Episode in Vernes unbekannterem Roman Die Jangada, in der ein Akteur mit einem konventionellen Helmtauchgerät in den Amazonas steigt, ohne hierfür geschult zu sein.
Ab 1885 verwendete der amerikanische Archäologe Edward Herbert Thompson Helmtauchgeräte, um unterwasserarchäologische Ausgrabungsarbeiten im Heiligen Brunnen von Chichén Itzá durchzuführen. Es dürfte sich um den ersten Einsatz dieser Art handeln, der professioneller archäologischer Arbeit und nicht bloßer Schatzbergung diente.
Zwischen 1906 und 1911 führte der Taucher William Walker mit einem Helmtauchgerät Arbeiten am Fundament der Winchester Cathedral durch und stellte so die Standsicherheit des Gebäudes wieder her. Es drohte, in den Untergrund aus Torf und oberflächennahem Grundwasser einzusinken. Walker ersetzte den weichen Boden unter den Grundmauern durch Zementsäcke. Ein Denkmal nahe der Kathedrale erinnert an diesen legendären Einsatz.
Auch im Werk von Siegfried Lenz kommen gelegentlich Helmtaucher vor, so in dem Roman Der Mann im Strom (1957), der im Hamburger Hafentauchermilieu spielt und unter Mitwirkung von Hans Albers verfilmt wurde und in dem Radiohörspiel Die Nacht des Tauchers.
Am Anfang des Films Im Rausch der Tiefe hat das Helmtauchen einen kurzen rückblickenden, allerdings tödlichen Auftritt.
Der Film Men of Honor behandelt die Geschichte des ersten schwarzen Marinetauchers bei der US-Marine, Carl Brashear, in den 1950er Jahren.

## Museale Rezeption
Im Wiener Heeresgeschichtlichen Museum ist ein vollständig erhaltenes Tauchsystem Siebe-Gorman, bestehend aus dem Taucherhelm, dem Anzug mit Bleigewichten und der handbetriebenen Luftpumpe, ausgestellt. Das System wurde ab 1910 bei der k.u.k. Kriegsmarine für Arbeiten unter Wasser eingesetzt.